# Rovinj
Rovinj [ˈrɔʋiɲ] (kroatisch), italienisch: Rovigno (italienisch (istriotisch) Ruvèigno) ist eine Stadt in Kroatien an der Westküste der Halbinsel Istrien. Sie hat 12.806 Einwohner (Stand: Volkszählung 2021), davon gehört ca. ein Zehntel der italienischen Minderheit an.

## Geografie
Im Westen und Südwesten ist die Stadt vom Adriatischen Meer umgeben, im Norden vom Limski-Kanal. Ursprünglich war Rovinj eine eigene Insel, die erst 1763 mit dem Festland verbunden wurde. Im Osten liegt der Vorort Rovinjsko Selo und etwa 25 Kilometer weiter die Stadt Kanfanar. Im Südosten liegt der Vorort Kokuletovica und etwa neun Kilometer weiter die Gemeinde Bale.
Etwa einen Kilometer südlich der Altstadt von Rovinj befindet sich mit Zlatni rt (Goldenes Kap) eine weitere ins Meer ragende Halbinsel. Auf über 70 Hektar dehnt sich hier eine mehr als 100-jährige, heute unter Naturschutz stehende Parkanlage aus. Rovinj und dessen Buchten werden von 22 kleineren und größeren Inseln umgeben. Die größte dieser Inseln, die Sveta Katarina, liegt in Sichtweite der Halbinsel der Altstadt. Noch weiter südlich hinter Zlatni rt liegt Sveta Andrija. Ein Damm verbindet die Insel mit der kleineren Nachbarinsel Maskin.

## Klima
|                       | Jan | Feb | Mär | Apr | Mai | Jun | Jul | Aug | Sep | Okt | Nov | Dez |   |      |
| Mittl. Tagesmax. (°C) | 9   | 8   | 13  | 16  | 21  | 25  | 28  | 28  | 24  | 18  | 13  | 11  | ⌀ | 17,9 |
| Mittl. Tagesmin. (°C) | 3   | 3   | 5   | 9   | 13  | 17  | 20  | 19  | 14  | 10  | 8   | 6   | ⌀ | 10,6 |
|                       |     |     |     |     |     |     |     |     |     |     |     |     |   |      |
| Niederschlag (mm)     | 75  | 65  | 68  | 78  | 70  | 69  | 59  | 80  | 98  | 91  | 112 | 84  | Σ | 949  |
|                       |     |     |     |     |     |     |     |     |     |     |     |     |   |      |
| Sonnenstunden (h/d)   | 3   | 3   | 4   | 6   | 7   | 8   | 10  | 8   | 8   | 5   | 3   | 3   | ⌀ | 5,7  |
|                       |     |     |     |     |     |     |     |     |     |     |     |     |   |      |
| Wassertemperatur (°C) | 10  | 10  | 9   | 11  | 17  | 20  | 23  | 24  | 22  | 18  | 15  | 12  | ⌀ | 15,9 |

| 3 |

| 3 |

| 5 |

| 9 |

| 13 |

| 17 |

| 20 |

| 19 |

| 14 |

| 10 |

| 8 |

| 6 |

| 3 |

| 3 |

| 5 |

| 9 |

| 13 |

| 17 |

| 20 |

| 19 |

| 14 |

| 10 |

| 8 |

| 6 |

## Geschichte

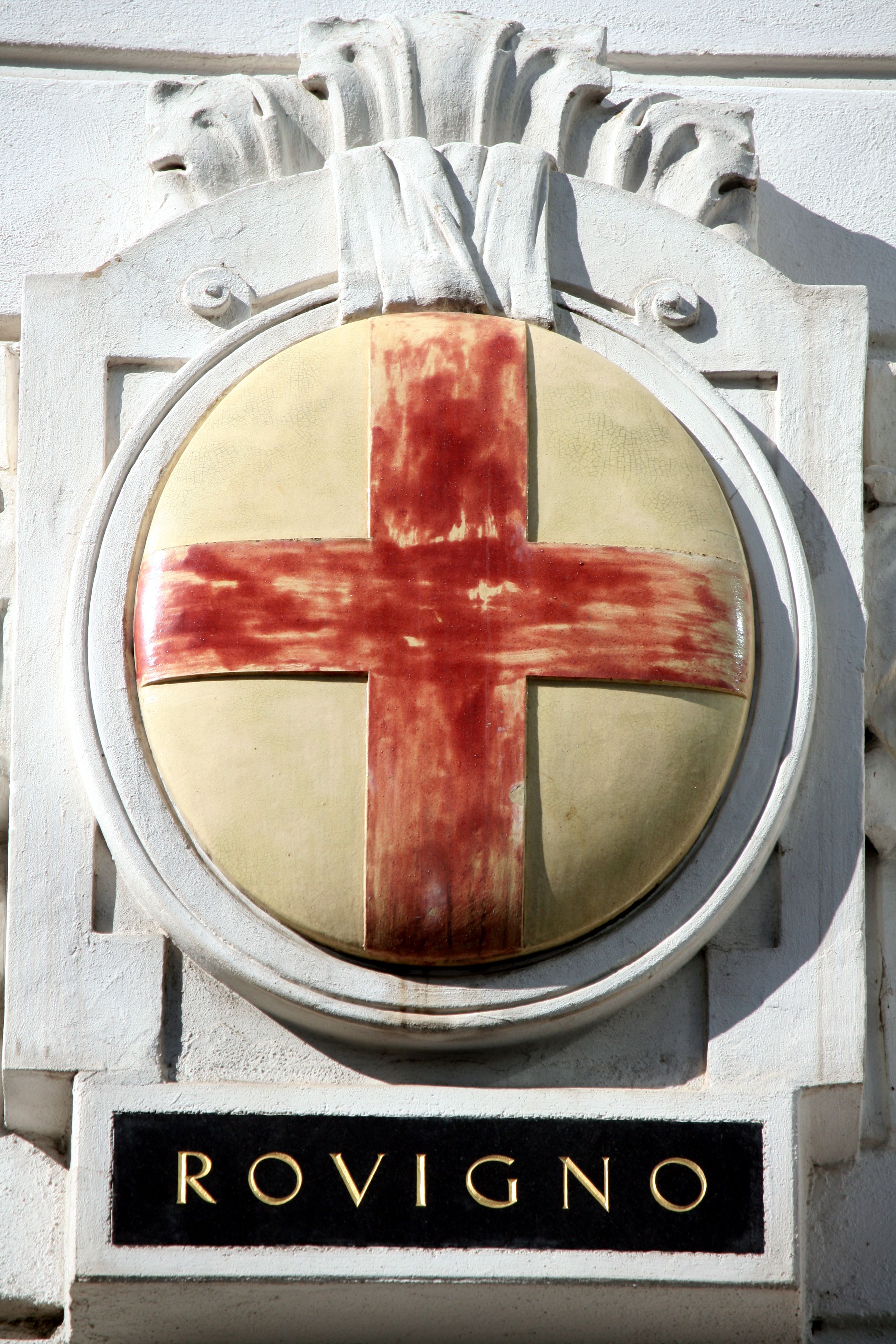
Wappen von Rovinj auf dem einst von der Marinesektion des k.u.k. Kriegsministeriums genutzten Amtsgebäude Marxergasse 2 in Wien. Im amtlichen Gebrauch der k.u.k. Marine wurden die Namen in italienischer Sprache verwendet.

Im 2. Jahrhundert gaben die Römer dem noch unbedeutenden Inselort den Namen Ruginium. Die Bezeichnung Rovigno stammt aus dem 7. Jahrhundert; erst nach der Gründung der Republik Jugoslawien im Jahr 1945 erhielt die Stadt ihren heutigen kroatischen Namen Rovinj. Nach dem Zerfall des Römischen Reichs fiel die Insel als Castrum Rubini zwischen 539 und 788 unter die Herrschaft Byzanz, kurz unterbrochen von der langobardischen Episode 753 bis 774. Ab 788 geriet die Stadt unter die Herrschaft der Franken. Im 9. Jahrhundert war die Stadt immer wieder den Angriffen von Seeräubern ausgeliefert, so dass die Verteidigungsmauern erhöht wurden. Dies konnte jedoch nicht verhindern, dass Rovinj 876 niedergebrannt wurde. Ab dem 10. bis ins 12. Jahrhundert war die Stadt selbstverwaltend im Besitz verschiedener Adelsfamilien. Ab 1283 zu Venedig gehörend, erlebte Rovinj eine längere Blütezeit, dies trotz der Überfälle der Genueser (1379) und der Uskoken (1559 und 1599) mit Plünderungen und Verwüstungen.
Nach dem Zerfall der Republik Venedig (1797) und der Gründung des Königreichs Italien im Jahr 1805 geriet der Ort, wie die gesamte Küste Istriens, unter den Machteinfluss Napoleons. Am Wiener Kongress wurde 1815 mit dem Zuschlag der Region Illyrien an die Habsburger auch Rovigno unter österreichische Herrschaft gestellt. Im Kaiserreich Österreich war die Stadt zunächst Teil des Königreichs Illyrien und ab 1849 des Kronlands Österreichisches Küstenland. Im Jahr 1900 hatte die Stadt Rovigno 10.302 Einwohner. Davon waren 9.716 Italiener, 201 Deutsche und 41 Serbokroaten. Nach dem Zusammenbruch Österreich-Ungarns im Ersten Weltkrieg fiel Rovigno mit Istrien an Italien. Nach dem Zweiten Weltkrieg kam die nun Rovinj genannte Stadt an Jugoslawien, und zwar zur Teilrepublik Kroatien, die seit 1991 unabhängig ist.
Die abwechslungsreiche Geschichte hat das Stadtbild Rovinjs stark geprägt. Die auf einem ins Meer ragenden Hügel erbaute Altstadt mit ihren verwinkelten Gässchen und ihrem romanisch-gotischen Stadtbild verfügt über zahlreiche Elemente aus Renaissance, Barock und neoklassizistischen Bauten.

## Kirchen und Kapellen

### Kirche der heiligen Euphemia
Überthront wird die Altstadt von der dreischiffigen barocken Kirche der Heiligen Euphemia (Santa Eufemia). Sie wurde Anfang des 18. Jahrhunderts auf den Grundmauern einer älteren Kirche durch den venezianischen Baumeister Giovanni Dozzi errichtet. Euphemia war eine Märtyrerin zur Zeit des Kaisers Diokletians. Der Legende nach taten ihr die wilden Tiere, denen sie zum Fraß vorgeworfen worden war, nichts zuleide. Sie musste durch einen Dolchstoß getötet werden. Der Sarkophag mit ihren Gebeinen wurde in Byzanz aufbewahrt, verschwand jedoch in den Jahren des Bildersturms. Im Jahre 800 soll er auf wundersame Weise bei Rovinj ans Land geschwemmt worden sein. Seit dieser Zeit werden die Gebeine der Hl. Euphemia in der Kirche von Rovinj in einem Steinsarkophag aufbewahrt. Die Hl. Euphemia wurde zur Schutzpatronin der Stadt und ganz Istriens.

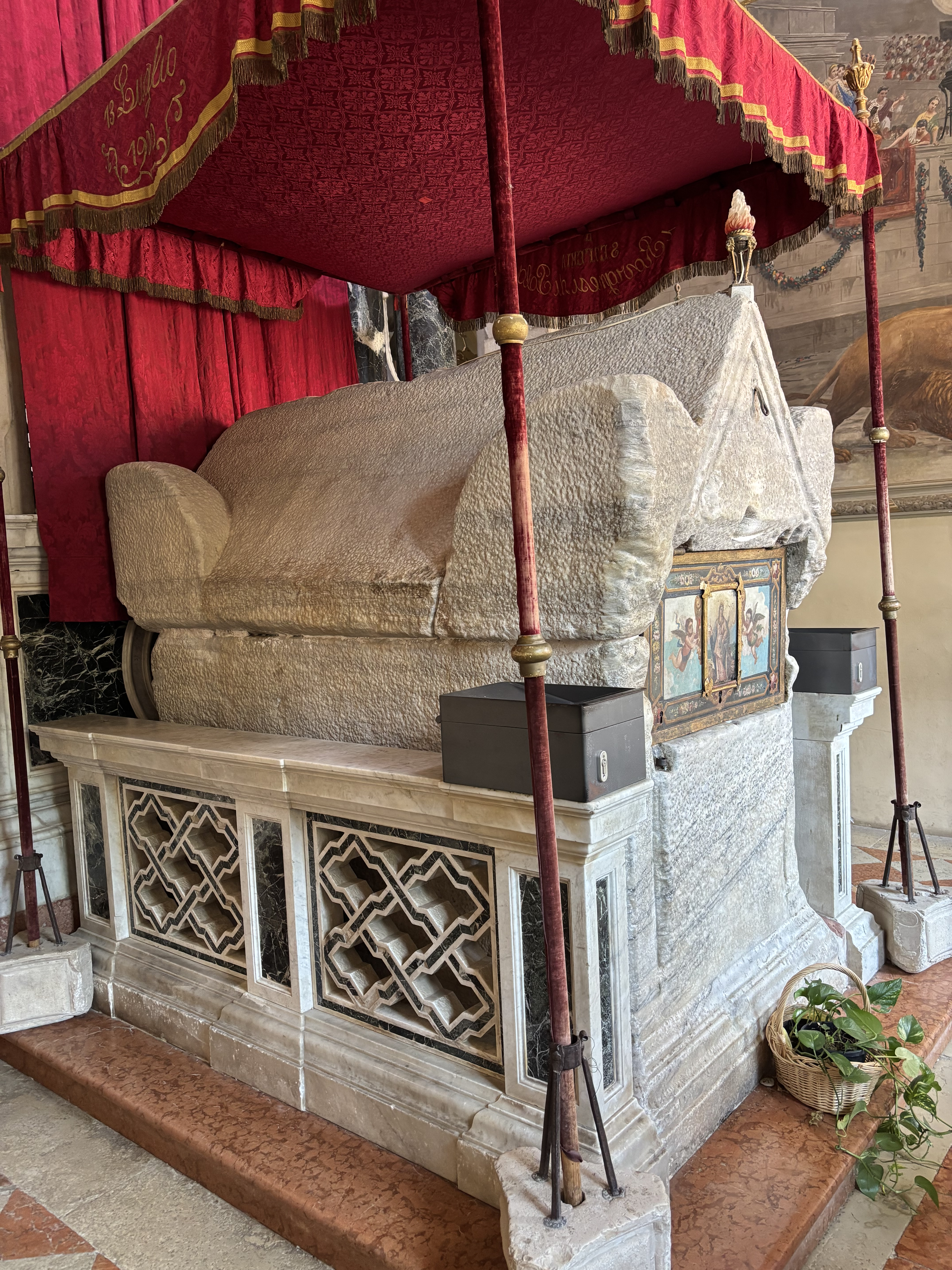
Steinsarkophag der hl. Euphemia

Wahrzeichen der Stadt ist der auf dem höchsten Punkt der ehemaligen Insel stehende knapp 60 Meter hohe Kirchturm aus dem 17. Jahrhundert, dessen Vorbild der Campanile in Venedig ist. Auf der Turmspitze thront die 1758 gegossene bronzene 4,70 Meter hohe Statue der Heiligen Euphemia, die drehbar ist und mit der rechten Hand die Windrichtung anzeigt.
Die Heilig-Kreuz-Kirche wurde 1592 mit einem kleinen Glockenturm und einer Loge im Felsgestein erbaut. Sie bietet eine gute Aussicht auf die Insel Sveta Katarina. Unterhalb der Kirche befindet sich eine 1720 errichtete Steinsäule, die auf die Stelle hinweist, an der nach Überlieferung am 13. Juli 800 der Sarkophag mit den Gebeinen der Hl. Euphemia angeschwemmt wurde. Direkt unterhalb der Euphemia-Kirche steht die kleine 1673 erbaute St.-Joseph-Kirche.
Die kleine Kirche des Heiligen Apostel Thomas wurde 1388 errichtet und 1733 vergrößert. Der Zugang zur Kirche mit dem kleinen Glockenturm erfolgt über eine kurze Treppe. Das genaue Baujahr der Kirche der Gnädigen Muttergottes ist nicht bekannt (etwa Mitte des 15. Jahrhunderts), gemäß einer Inschrift erfolgte 1584 eine umfassende Renovierung. Die neoklassische Vorhalle wurde 1750 angefügt. Die im 14. Jahrhundert erbaute kleine Kirche des Heiligen Benedikt befindet sich in der Nähe des gleichnamigen St.-Benedikt-Stadttors.

## Weitere Sehenswürdigkeiten

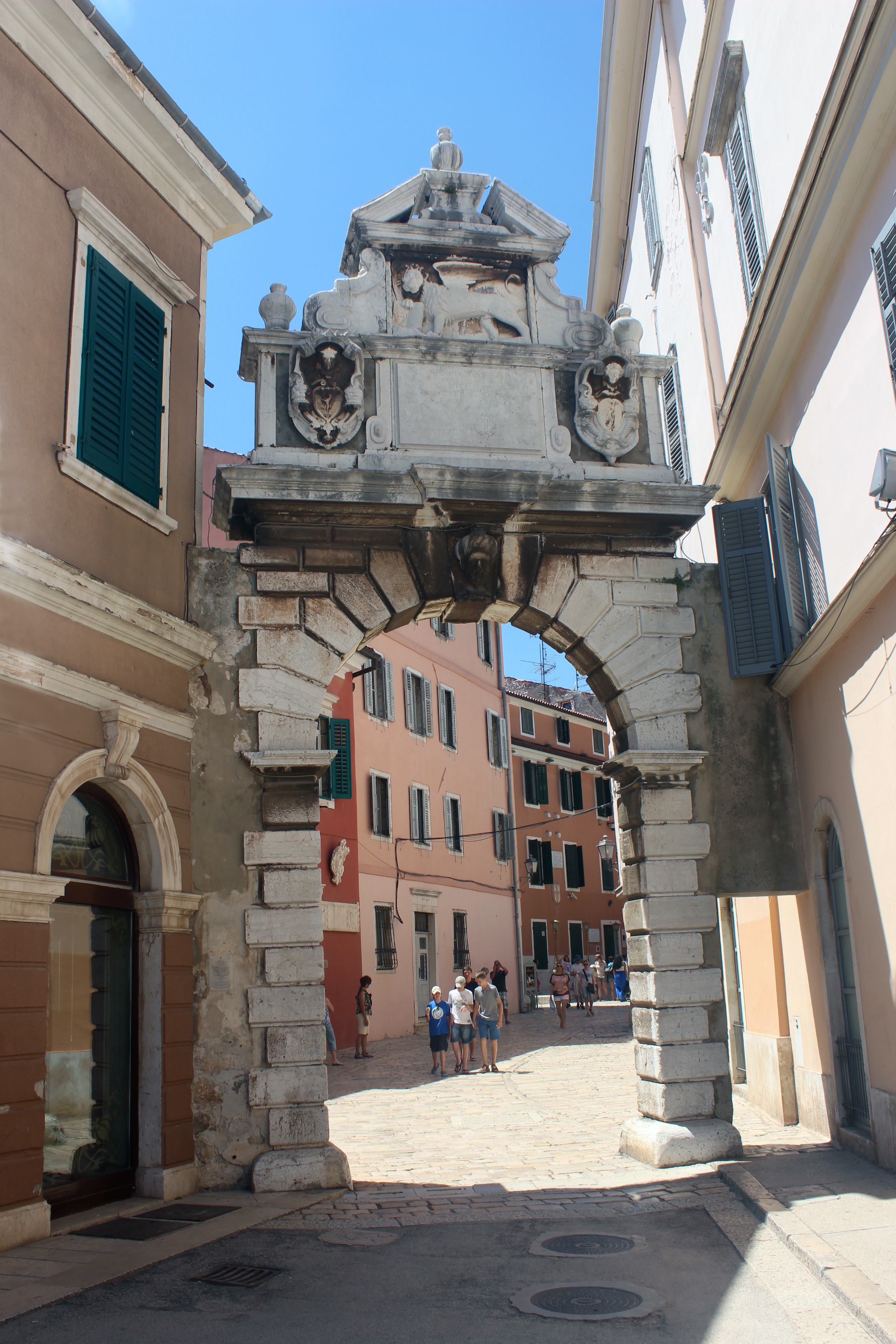
Porta Balbi

Der Eingang in die Altstadt bildet die venezianische Porta Balbi aus dem Jahr 1680 (benannt nach dem damaligen Bürgermeister Daniel Balbi), geschmückt mit zwei Wappen und dem geflügelten Löwen der Venezianischen Republik. Ursprünglich befand sich an dieser Stelle das Haupttor der Stadtbefestigung, das jedoch kurz vor dem Bau des neuen Tores niedergerissen wurde.
Der rötliche, im 12. Jahrhundert erbaute und später mehrmals aufgestockte Torre dell’Orologio (Uhrturm) war einst der Südturm der Stadtmauer und diente früher auch als Gefängnis. Der Turm ist geschmückt mit einem Relief des venezianischen Löwen und der Stadtuhr.
Das älteste Gebäude ist der außerhalb der Halbinsel gelegene mächtige siebeneckige romanische Bau des Dreifaltigkeitsbaptisteriums aus dem 12. Jahrhundert.
Auf einem Hügel gegenüber der Altstadt thront das ab Beginn des 18. Jahrhunderts erbaute Franziskanerkloster. Das Kloster besitzt eine nicht öffentliche Bibliothek mit über 8000 Büchern aus dem 16. bis 18. Jahrhundert.

### Museen und Ausstellungen
Rovinj hat zwei Museen: Das Heimatmuseum befindet sich im Barockpalast der ehemaligen Adelsfamilie Califfi aus dem 17./18. Jahrhundert. Das 1954 eröffnete Museum zeigt archäologische und ethnologische Sammlungen sowie wechselnde Kunstausstellungen. Das Batana-Museum widmet sich der Ausstellung von Holzbooten und Fischereigegenstände.
1968 wurde in Rovinj das Zentrum für Geschichtsforschung gegründet. Im Gebäude ist eine umfangreiche Bibliothek integriert. Ursprünglich wurde das Gebäude vom 15. bis 18. Jh. als öffentlicher Speicher des Hl. Damian verwendet, ab 1872 als Tabakfabrik. Das öffentliche Aquarium präsentiert den Besuchern in über 20 Bassins einen Einblick in die Unterwasserwelt der Adria.

### Meeresbiologisches Institut
1891 wurde in Rovinj durch das Berliner Aquarium Unter den Linden eine kleine meeresbiologische Station gegründet, die zunächst dem Sammeln von Meerestieren diente, später aber von Bedeutung für die Erforschung der Adria und des Mittelmeers wurde. Nach dem Ersten Weltkrieg kam die Arbeit der Station zunächst zum Erliegen, bis sie dann unter anderem durch das Wirken der Kaiser-Wilhelm-Gesellschaft zur Förderung der Wissenschaften als „Deutsch-Italienisches Institut für Meeresbiologie zu Rovigno“ eine neue Blüte erfuhr. Von 1931 bis 1940 war der österreichische Zoologe und Meeresbiologe Adolf Steuer einer der Direktoren des Instituts.

## Tourismus
Das malerische Stadtbild, die zahlreichen Strände in der Nähe der Stadt, vor allem am Goldenen Kap und die günstige Lage für Ausflüge in die nähere Umgebung z. B. zum Limski-Kanal, machen die Stadt zu einem attraktiven Tourismusziel. Landschaftlich reizvoll sind auch die der Stadt vorgelagerten 22 Inseln wie die Crveni Otok (Rote Insel; italienisch San Andrea), die mit Booten leicht zu erreichen sind und ebenfalls Bade- und Tauchgelegenheiten bieten. Die Hafenpromenade sowie zahlreiche Restaurants und Geschäfte in der für Fahrzeuge gesperrten Innenstadt laden zum Flanieren ein.

## Verkehr
Für Radfahrer gibt es einen Radweg (Ausgangspunkt ist der Jachthafen), gut ausgeschildert bis zum Campingplatz Polari – ca. 4 km durch Pinienwälder und vorbei an Badebuchten. Autofahrer können vom Istrischen Ypsilon aus am Schnittpunkt von A8/A9 über die D303 die letzten 15 km zurücklegen.

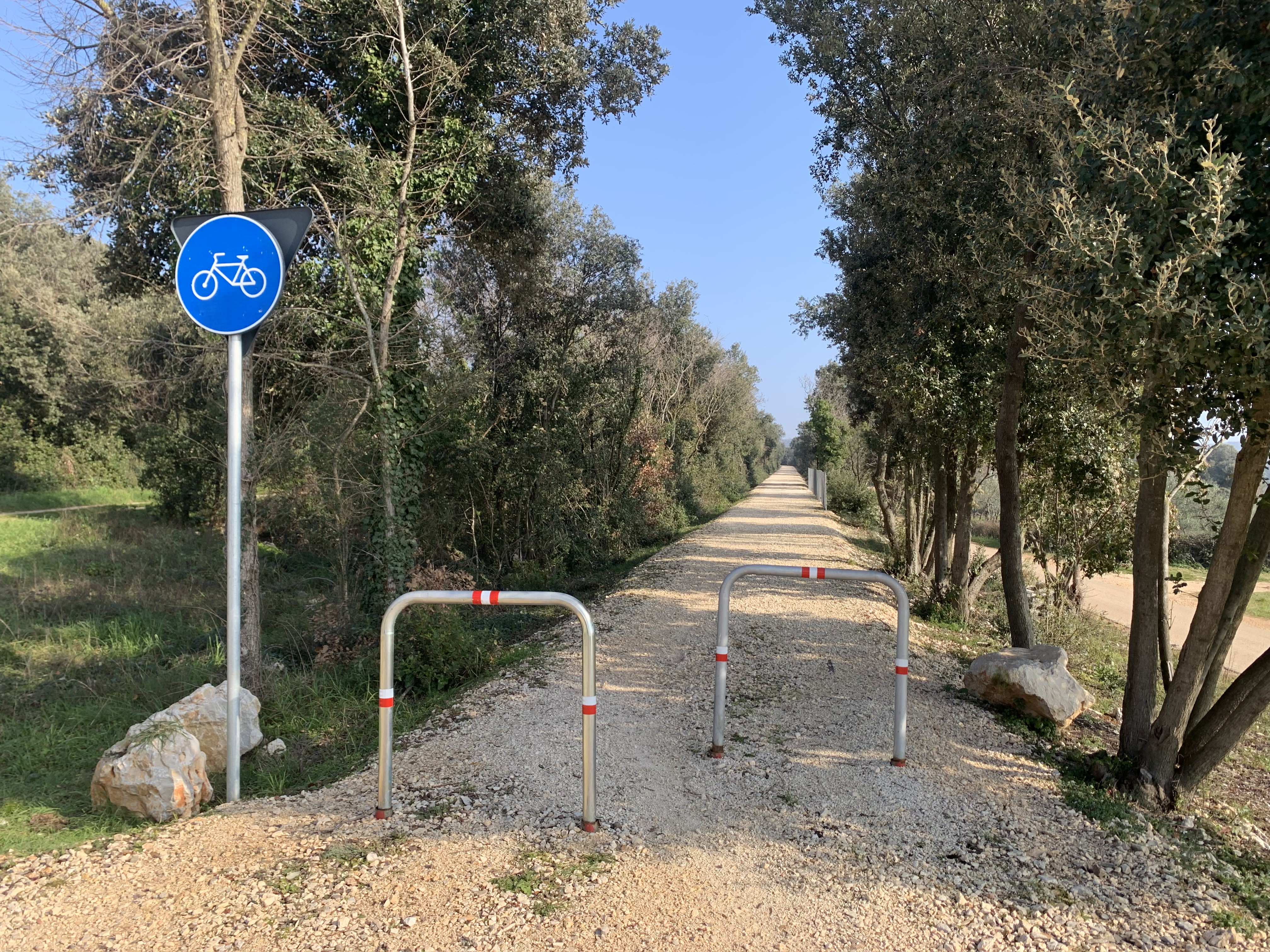
Die zum Rad-/Fußweg umgebaute Bahntrasse außerhalb von Rovinj.

Ab 1876 hatte Rovinj einen direkten Bahnhof an der Bahnstrecke Kanfanar–Rovinj der Istrianer Staatsbahn. Die Strecke wurde 1966 stillgelegt, nachdem die aufgrund der Investitionen in die Straßeninfrastruktur sinkenden Fahrgastzahlen keinen rentablen Betrieb mehr zuließen. Mehrere Jahrzehnte lag die Trasse danach brach, wurde aber bis auf die Gleisanlage im Bahnhof Rovinj nie abgebaut. Nach der 2000 kamen Pläne auf, die alte Bahnstrecke zum Fahrrad- und Fußweg umzubauen und so touristisch zugänglich zu machen. Seit 2019 sind diese Pläne verwirklicht und die Trasse ist durchgehend von Rovinj bis Kanfanar umgebaut.

## Gesundheit
Von 1909 bis 1943 betrieb die Gemeinde Wien das auf 33 Hektar Fläche angelegte und sehr gut ausgestattete Seehospiz San Pelagio für Therapien und Rekonvaleszenz von bis zu 340 Kindern. Schon ab 1892 hatte als Vorläufer das Erzherzogin Maria Theresia Seehospiz zu San Pelagio bei Rovigno bestanden.

## Persönlichkeiten
- Francesco Usper (1561–1641), italienischer Komponist, Organist und Priester
- Antonio Ive (1851–1937), österreichischer Romanist und Ethnologe italienischer Herkunft
- Lujo Adamović (1864–1935), Botaniker und Pflanzensammler
- Vinzenz Bronzin (1872–1970), österreichisch-italienischer Mathematiker
- Antonio Gandusio (1875–1951), italienischer Schauspieler
- Antonio Santin (1895–1981), römisch-katholischer Bischof von Triest
- Gianni Bartoli (1900–1973), italienischer Ingenieur und Politiker (DC)
- Renato Dionisi (1910–2000), Komponist und Musikpädagoge
- Luigi De Manincor (1910–1986), italienischer Segler und Bootsbauer
- Silvano Abbà (1911–1942), italienischer Moderner Fünfkämpfer und Soldat
- Gian Andrea Rocco (* 1927), italienischer Filmregisseur und Drehbuchautor
- Femi Benussi (* 1945), italienische Schauspielerin
- Elena Šuran, Miss Kroatien 1992
- Giovanni Cernogoraz (* 1982), kroatischer Olympiasieger im Sportschießen London 2012

## Städtepartnerschaften
Rovinj unterhält mit folgenden Städten Partnerschaften:
- Leonberg, Deutschland, seit 1990
- Camaiore, Italien, seit 1990

## Bildergalerie

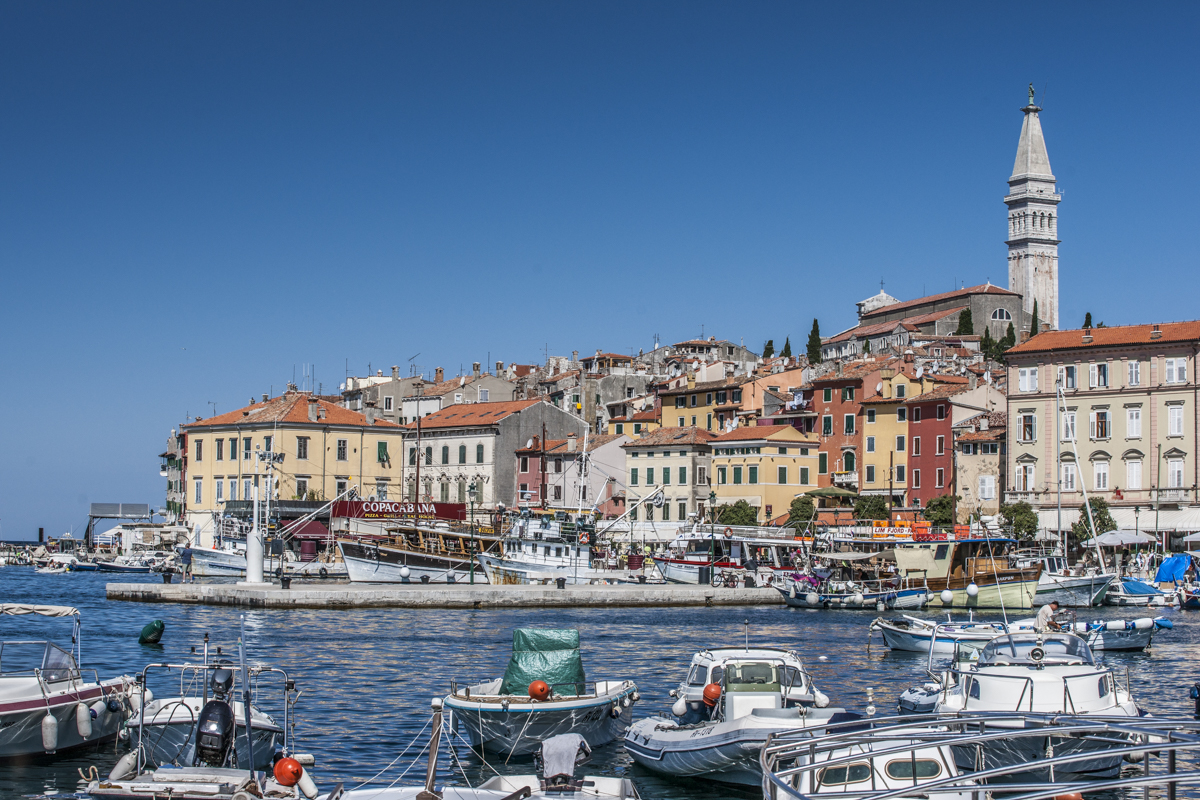
Hafen von Rovinj/Rovigno
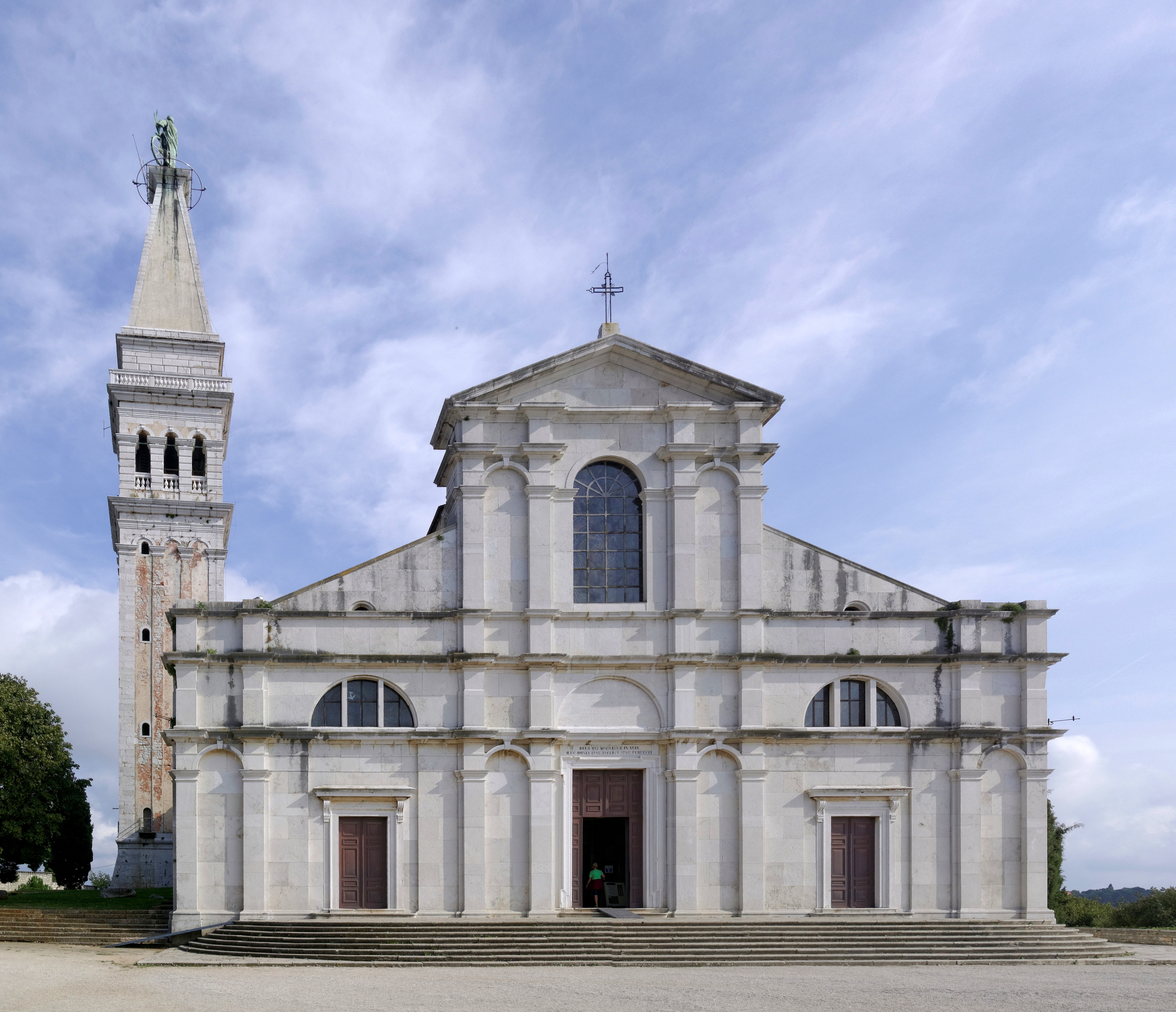
Pfarrkirche Hl. Eufemia
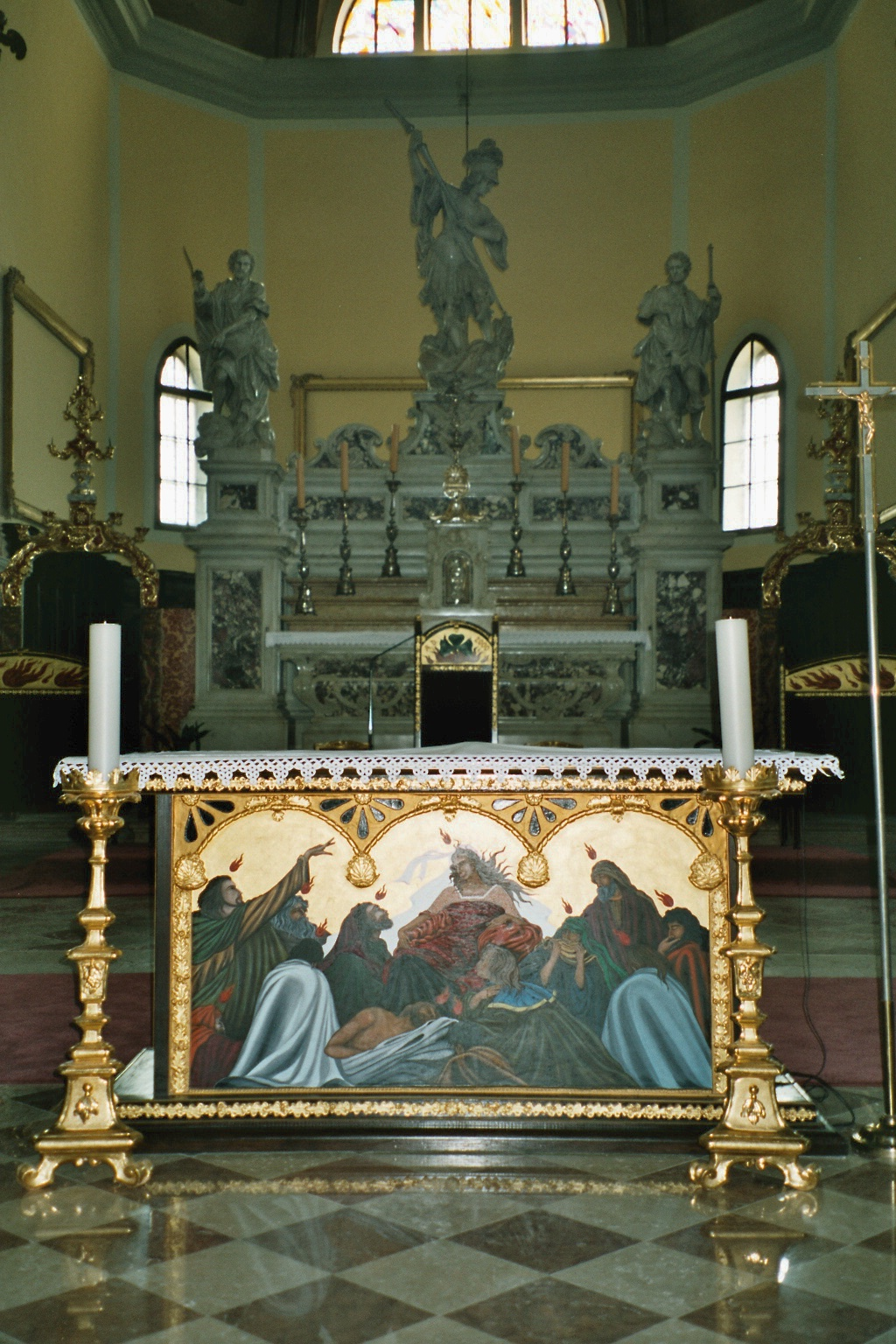
Heilige Eufemia – Altar
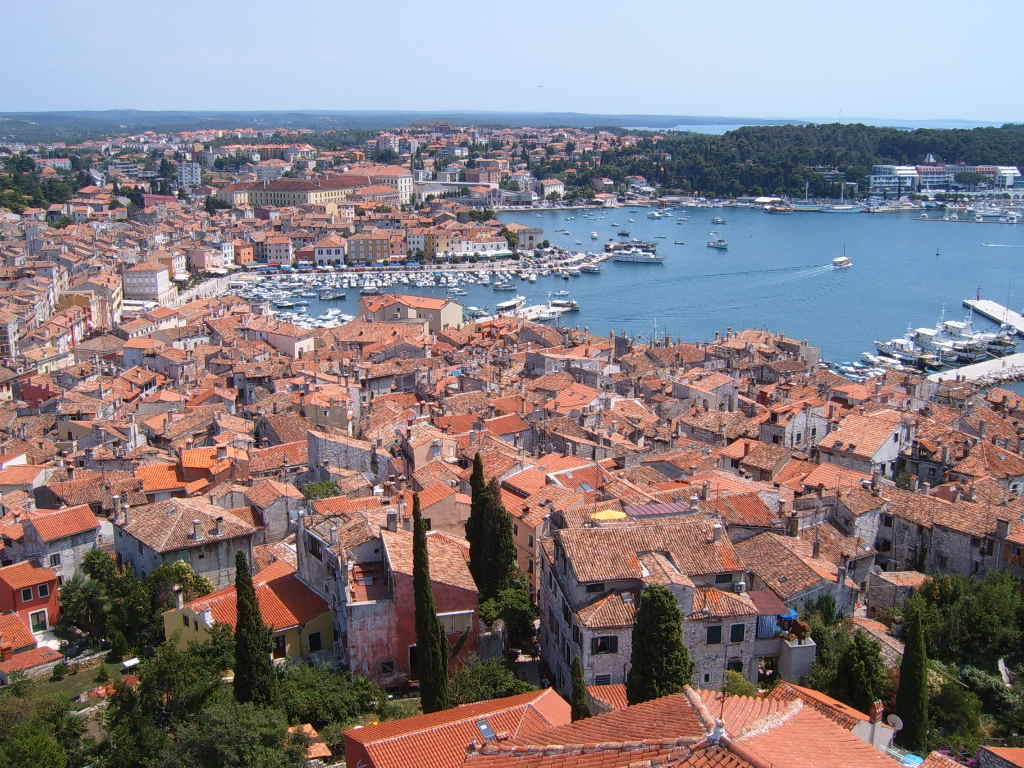
Panoramablick von der Kirche Hl. Eufemia aus
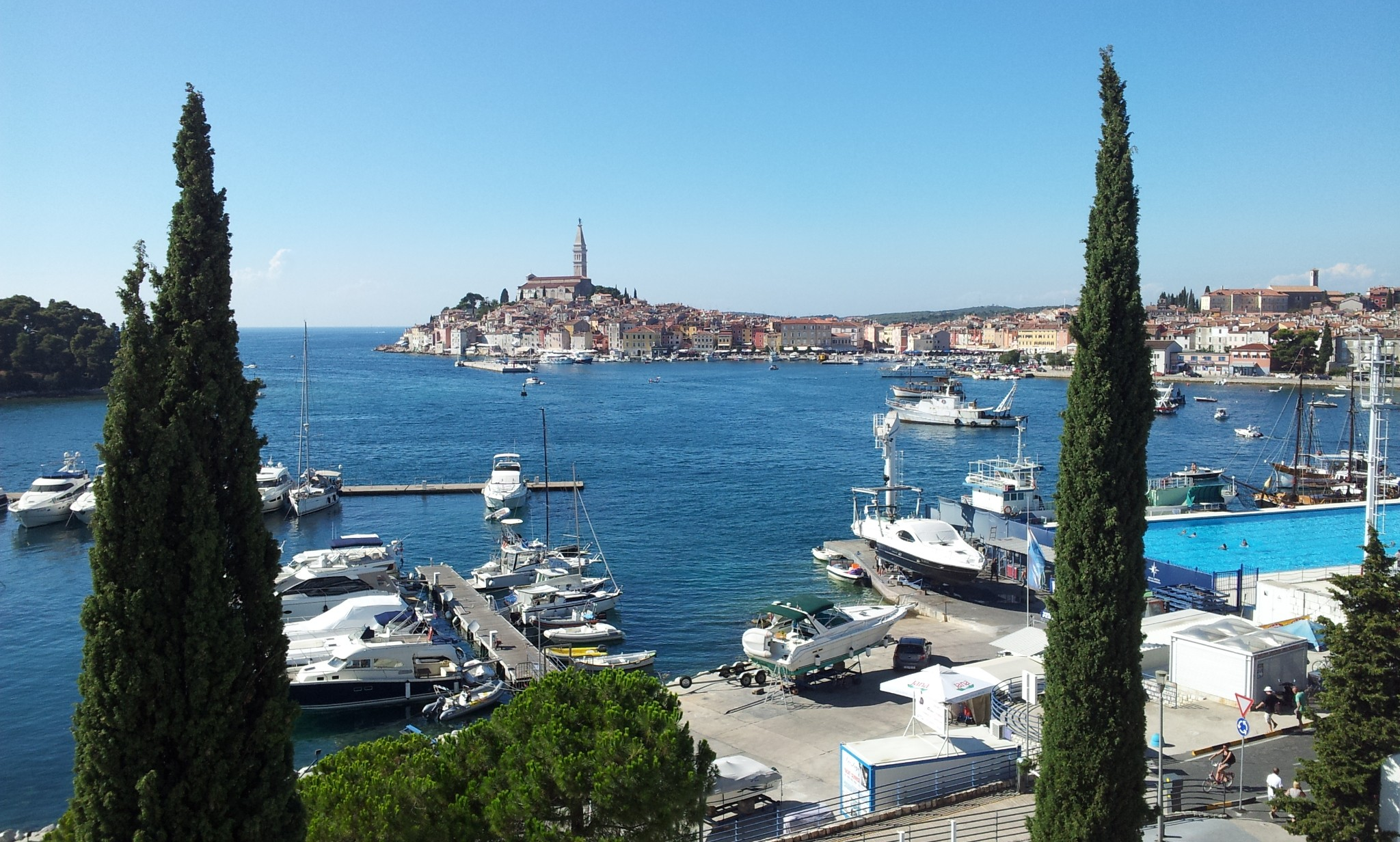
Rovinj aus südöstlicher Richtung
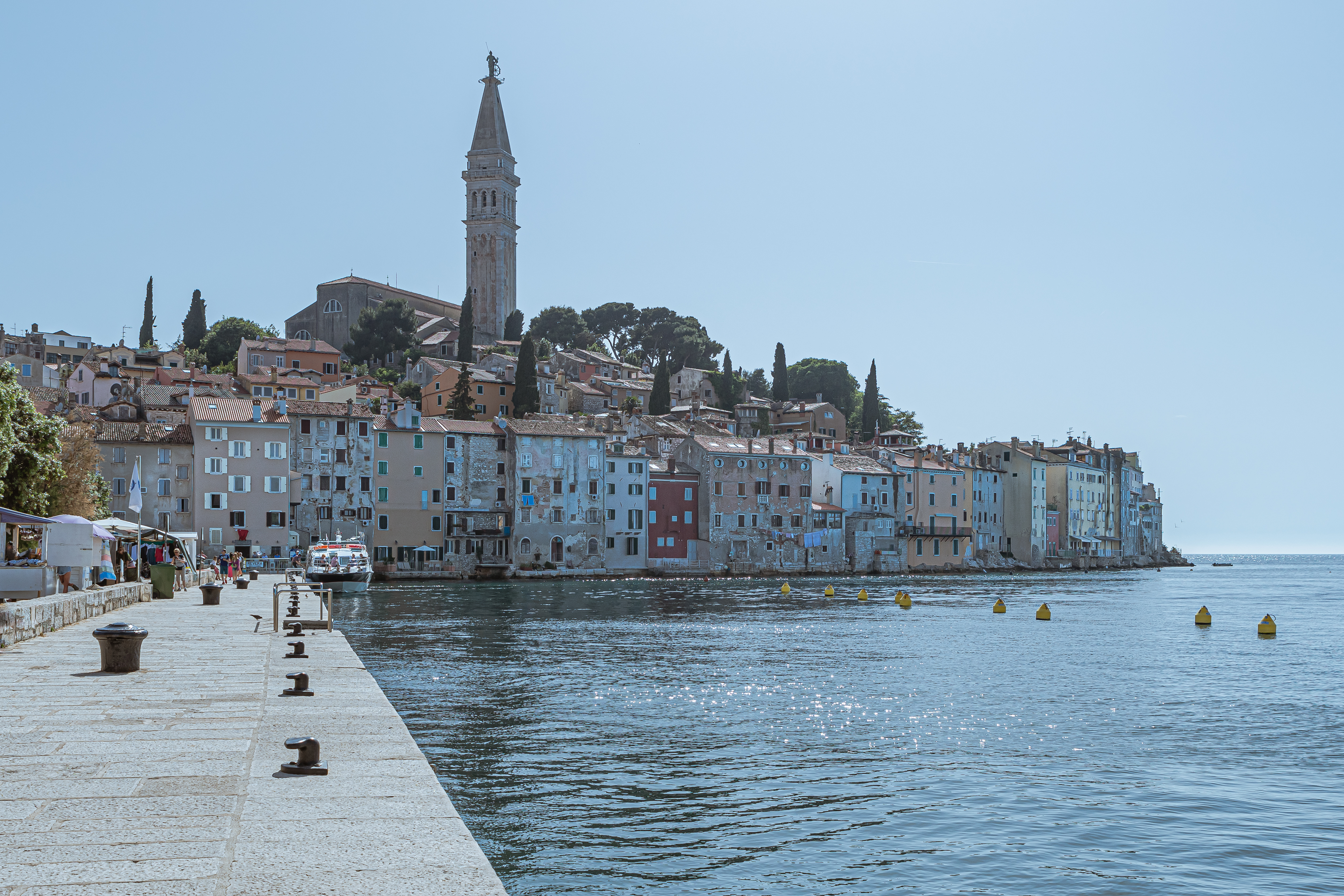
Altstadt von Nordosten
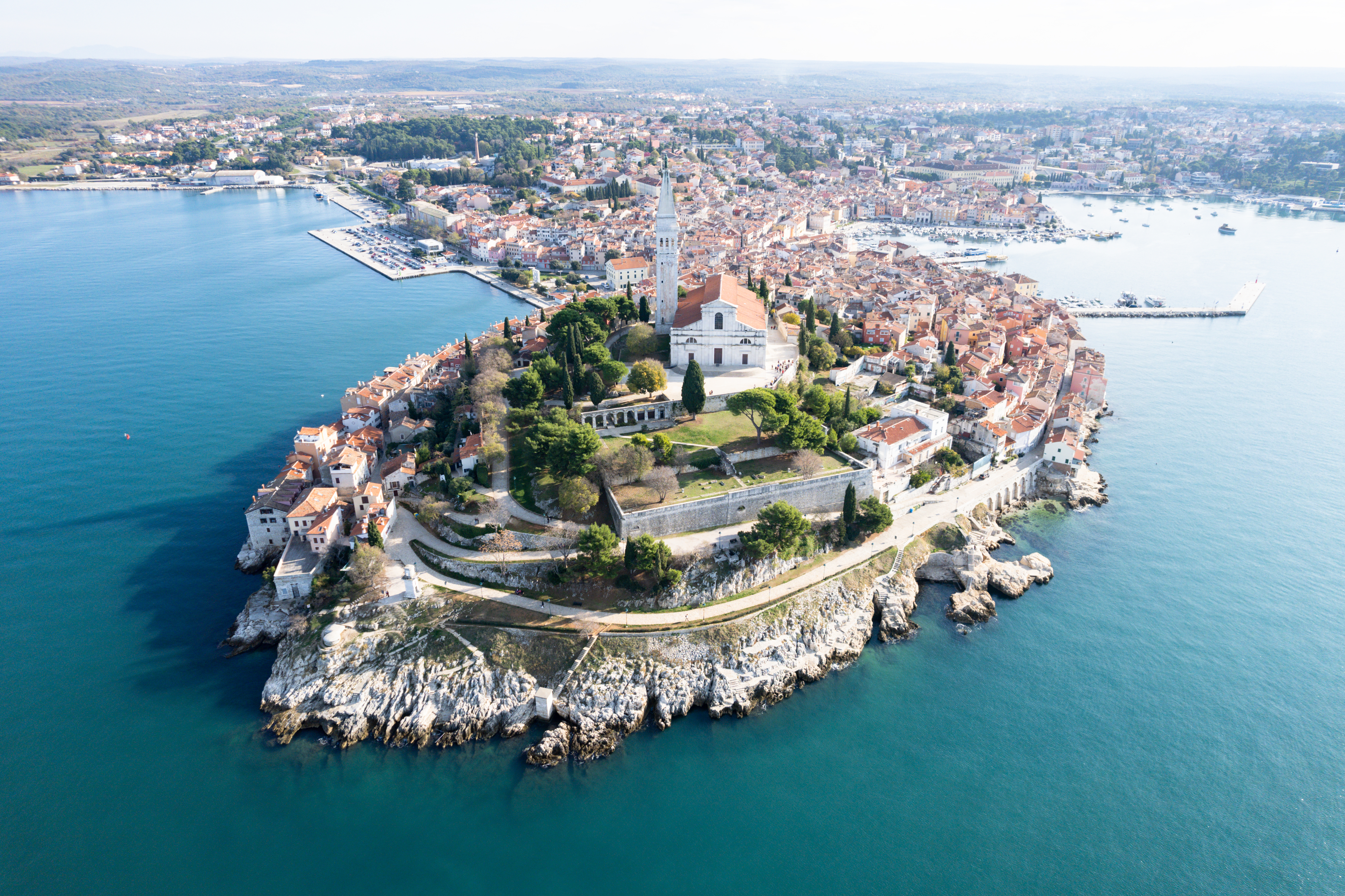
Rovinj aus der Luft gesehen
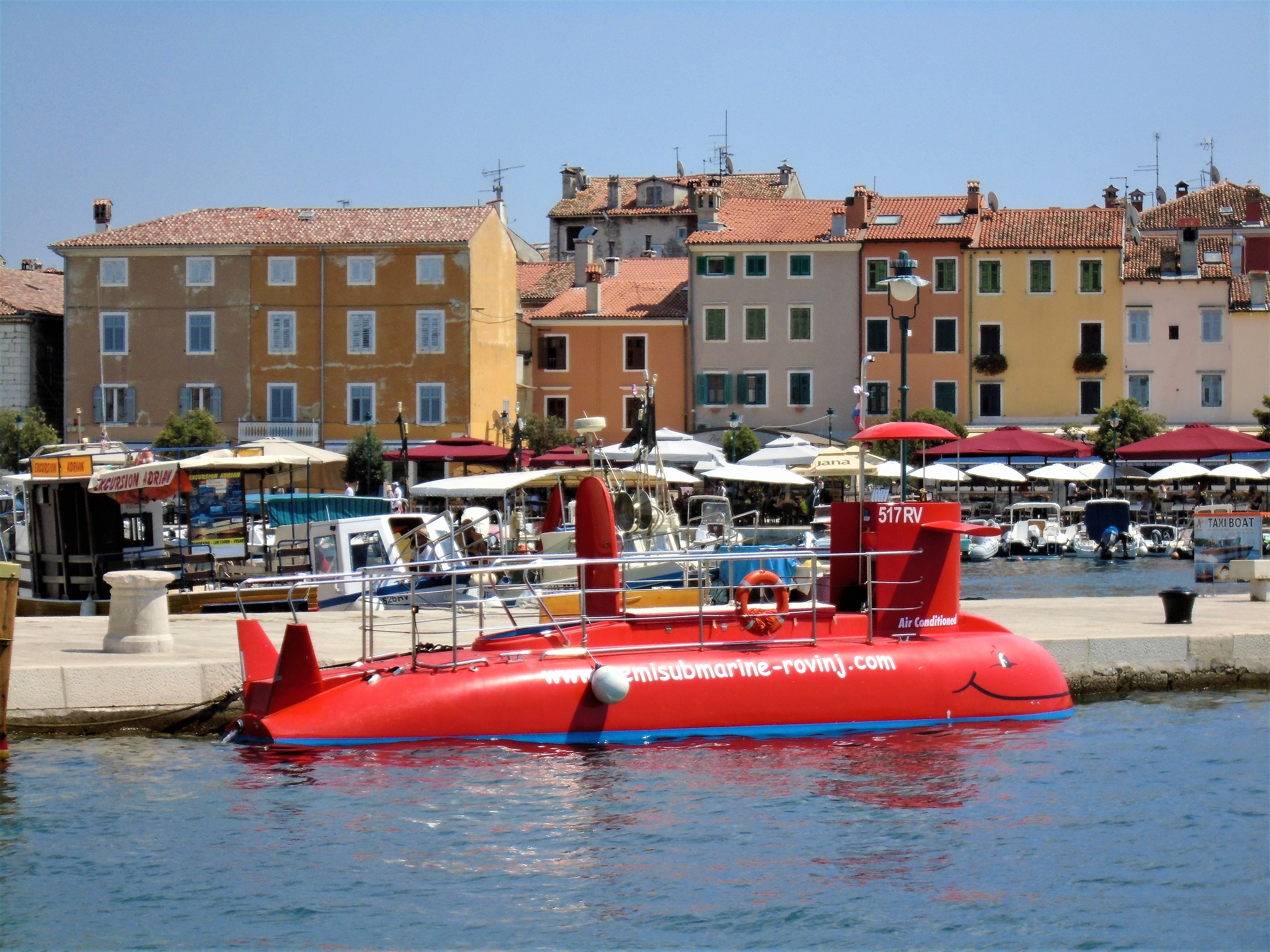
Halb-U-Boot im Hafen von Rovinj
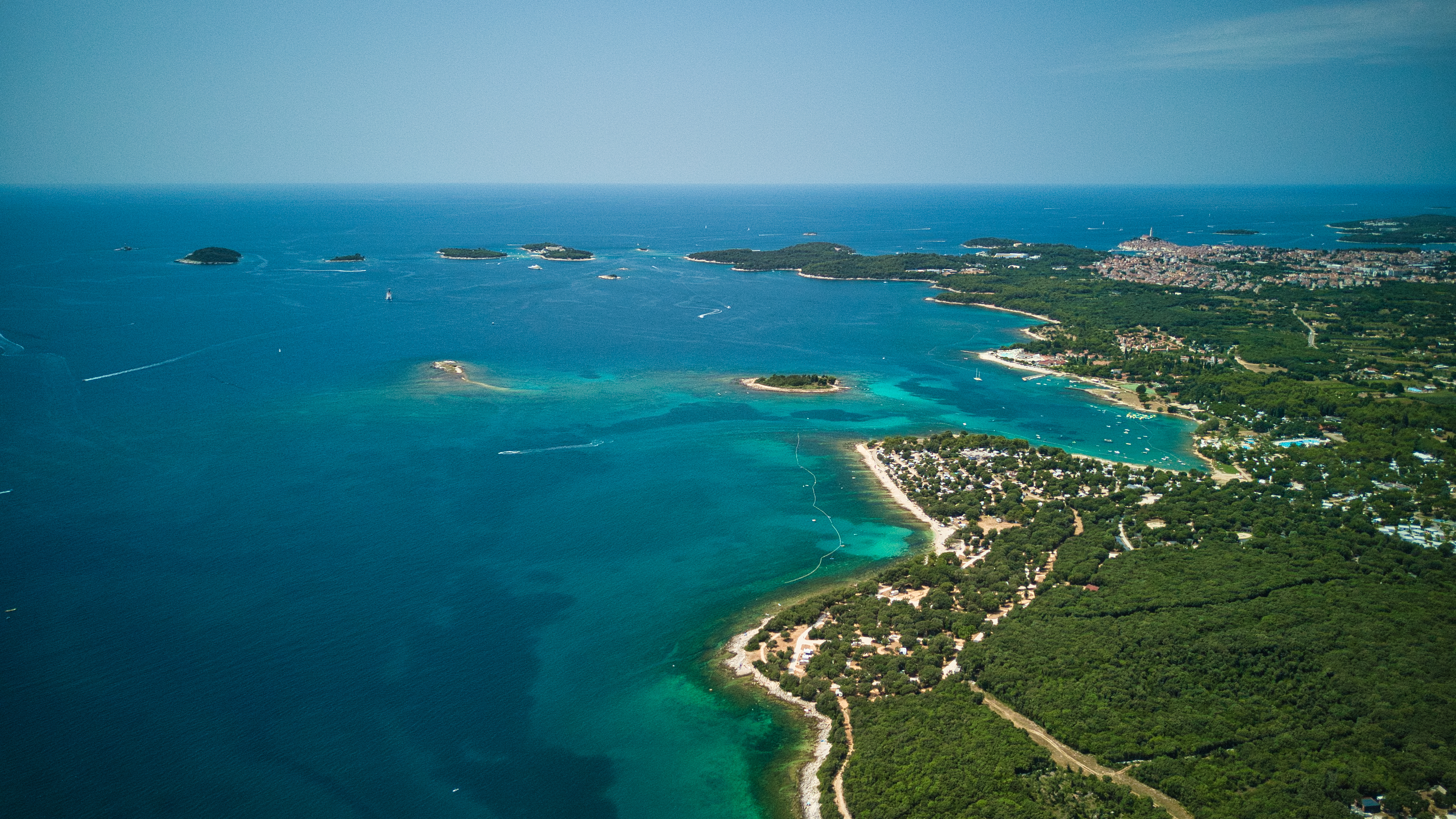
Küstenregion bei Rovinj
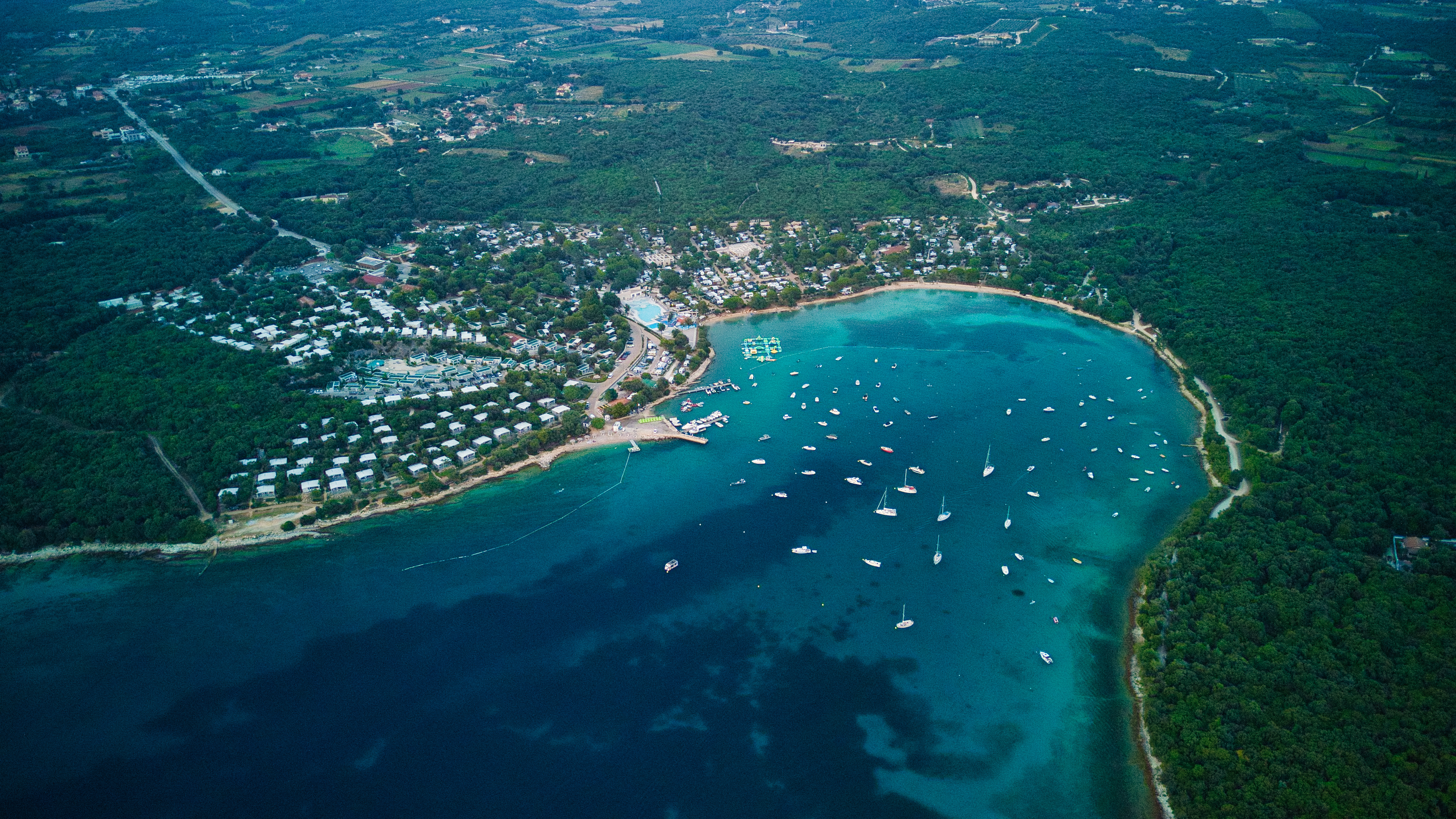
Bucht mit angrenzendem Campingplatz